# Ricardo Olaran
Ricardo Oláran (Santander,1845-Santander, 1892) fue un poeta, periodista y profesor español.

## Biografía
Nacido en 1845 en Santander, cultivó la poesía, contando en su repertorio con títulos como Páginas sin nombre, una colección de poesías publicada en 1877 en su ciudad natal. De esta obra cuenta Fermín Herrán lo siguiente: «Olaran es en este libro, si no perfecto en su forma, que algo le falta para ser eminentemente poética, muy inspirado en el fondo, pinta con acierto las luchas íntimas que producen el dolor y la alegría, y las luchas externas que hacer brotar la admiración y el entusiasmo». Falleció en Santander el 29 de febrero o el 1 de marzo de 1892.